# Star TV
Star TV (читается «Стар ТиВи»; Стар ТВ) — украинский музыкально-развлекательный телеканал.

## О телеканале
Star TV — музыкальный, молодёжный и социальный канал.
Живая аудитория, живые ведущие и живой эфир — основа политики Live music channel.
Star TV — современный формат качественной музыки и программного продукта, живой музыкальный канал, зрители которого активно обсуждают интересующие их темы, новости, музыку, общаясь в Интернет.
Мощный ресурс всемирной сети STAR TV использует для всесторонней интеграции в духе современности: в кадре и на официальном сайте, на своих страницах в соц.сетях, мы держим активность на максимальной отметке, тем самым давая информации и музыке больше жизни!

## Программы
- UA Top 10
- Hot 20 Star TV
- Click Show
- КіноFiles
- Live Night
- Thirst for Life

## Виджеи и ведущие
- Алиса Епифанова
- Чиж Анна
- Маришка Грин
- Алена Калашникова
- Ната Бруната
- Alex
- Гена Трунов

## Вещание
Трансляция Star TV осуществлялась в кабельных сетях, через спутник SES Astra 4A, сигнал которого принимается на всей территории Украины, в странах Восточной и Центральной Европы, а также в европейской части России.
Сигнал телеканала Star TV уверенно принимался со спутника SES Astra 4A всеми спутниковыми антеннами индивидуального приема по всей территории Украины.
Спутниковое покрытие — вся Украина и Европа до Уральских гор (спутник SES Astra 4A, открытое вещание), цифровое покрытие — все сети.
С 1 января 2014 года на месте «Star TV» вещает телеканал «Dobro».
| Спутник (позиция)    | Частота | Поляризация  | Скорость | FEC | Зона приёма          | Кодирование сигнала |
| -------------------- | ------- | ------------ | -------- | --- | -------------------- | ------------------- |
| SES Astra 4A (4.8°E) | 12073   | вертикальная | 27490    | 3/4 | Украина, Россия, СНГ | нет                 |